# 258 (nombre)
Cet article concerne le nombre 258. Pour l'année, voir 258.
258 (deux cent cinquante-huit) est l'entier naturel qui suit 257 et qui précède 259.

## En mathématiques
deux cent cinquante-huit est :
- un nombre sphénique,
- la somme de quatre nombres premiers consécutifs (59 + 61 + 67 + 71),
- un nombre nontotient.

## Dans d'autres domaines
deux cent cinquante-huit est aussi :
- Années historiques : -258, 258